# Liste der Stolpersteine in Berlin-Spandau
Die Liste der Stolpersteine in Berlin-Spandau enthält die Stolpersteine im Berliner Ortsteil Spandau im Bezirk Spandau. Sie ist nach Nachnamen sortiert und listet Namen, Standorte und, soweit bekannt, Informationen über den Geehrten. Die Spalten der Tabelle sind selbsterklärend. Die Tabelle erfasst insgesamt 55 Stolpersteine und ist teilweise sortierbar; die Grundsortierung erfolgt alphabetisch nach dem Familiennamen.
| Bild | Name                        | Standort                       |      | Verlegedatum  | Leben |
| ---- | --------------------------- | ------------------------------ | ---- | ------------- | --- |
|      | Abraham Brodtmann           | Havelstraße 2                  |      | 24. Juni 2015 | |
|      | Hedwig Daum                 | Breite Straße 1                |      | Okt. 2021     | |
|      | Elfriede Dubinsky           | Schönwalder Straße 64          |      | 24. Juni 2015 | |
|      | Mathel Dubinsky             | Schönwalder Straße 64          |      | 24. Juni 2015 | |
|      | Willi Dubinsky              | Schönwalder Straße 64          |      | 24. Juni 2015 | |
|      | Samuel Goldberg             | Schönwalder Straße 111         | Lage | 23. Okt. 2012 | geb. am 13. April 1876 in Gorzno (Westpreußen); Samuel Goldberg gehörte zum Vorstand der jüdischen Gemeinde Spandau. Deportation nach Auschwitz am 26. Februar 1943. |
|      | Selma Goldberg              | Schönwalder Straße 111         | Lage | 23. Okt. 2012 | geb. am 8. März 1883 in Stommeln als Selma Heymann. Deportation nach Auschwitz am 26. Februar 1943. |
|      | Theodor Gross               | Havelstraße 2                  |      | 12. Nov. 2016 | |
|      | Arthur Hannes               | Schönwalder Straße 13          | Lage | 26. Sep. 2006 | geb. am 2. Juni 1883 in Fraustadt – Leisser Aron Arthur Hannes (so der volle Name) hatte eine Ausbildung zum Textilkaufmann und besaß ein bekanntes Herren- und Knabenbekleidungsgeschäft in der Schönwalder Straße 90. Von 1910 bis zum 25. November 1940 bewohnten Arthur und Elsa Hannes eine Wohnung in der Schönwalder Straße 13/14. Das Ehepaar hatte keine Kinder. Danach zwang man sie, in eine sog. „Judenwohnung“ zu ziehen, in der Moltkestraße 43, heutige Groenerstraße 6. Am 19. Januar 1942 deportierte man beide nach Riga. |
|      | Elsa Hannes                 | Schönwalder Straße 13          | Lage | 26. Sep. 2006 | geb. am 30. August 1887 als Elsa Deutschkron – Von 1910 bis zum 25. November 1940 bewohnten Elsa und Arthur Hannes eine Wohnung in der Schönwalder Straße 13/14. Das Ehepaar hatte keine Kinder. Danach zwang man sie, in eine sog. „Judenwohnung“ zu ziehen, in der Moltkestraße 43, heutige Groenerstraße 6. Am 19. Januar 1942 deportierte man beide nach Riga. |
|      | Paula Hirschfeld            | Markt 11                       | Lage | 26. Okt. 2010 | geb. am 10. Oktober 1871 als Paula Victor in Posen – Paula Hirschfeld war verheiratet mit dem Sanitätsrat Dr. med. Heymann (Hermann) Hirschfeld, welcher am 26. März 1860 in Spandau geboren wurde. Gemeinsam hatten sie einen Sohn, Theodor Hirschfeld (geboren am 5. November 1894). Zunächst wohnte die Familie am Augusta-Ufer 15 in Spandau. Als Heymann Hirschfeld schwer erkrankte, zogen Paula und Heymann zu ihrem Sohn in dessen Wohnung am Markt 11. Auch als Heymann am 15. Dezember 1939 starb, blieb Paula dort wohnen. Paula Hirschfeld wurde am 14. September 1942 von Berlin nach Theresienstadt deportiert. Sie starb am 30. Juli 1943. Ihre genaue Todesursache ist nicht bekannt, es ist aber davon auszugehen, dass die unmenschlichen Lebensumstände im Lager zu ihrem Tod führten. |
|      | Theodor Hirschfeld          | Markt 11                       | Lage | 26. Okt. 2010 | geb. am 5. November 1894 in Spandau – Theodor Hirschfeld war der Sohn von Paula und Heymann (Hermann) Hirschfeld. Die Familie wohnte zunächst am Augusta-Ufer 15 in Spandau. Theodor studierte an der Humboldt-Universität Medizin, unterbrochen vom Kriegsdienst im Ersten Weltkrieg, wo er als Sanitätsfeldwebel diente. Nach dem Krieg setzte er sein Studium fort und wurde Allgemeinpraktiker. Er wohnte und praktizierte in Spandau am Markt 11. Nachdem ihm als Jude 1938 die Kassenzulassung entzogen wurde, musste er Zwangsarbeit auf dem Flughafen Berlin-Tempelhof als Flugzeugwäscher leisten. Als sein Vater Heymann Hirschfeld schwer erkrankte, zogen seine Eltern zu ihm in die Wohnung. Dr. Theodor Hirschfeld wurde am 26. September 1942, also 12 Tage nach der Deportation seiner Mutter, nach Raasiku (Lettland) deportiert und dort sofort nach seiner Ankunft ermordet. |
|      | Else Jonas                  | Roonstraße 16                  |      | 6. Apr. 2017  | |
|      | Kurt Jonas                  | Roonstraße 16                  |      | 6. Apr. 2017  | |
|      | Oskar Jonas                 | Roonstraße 16                  |      | 6. Apr. 2017  | |
|      | Georg Lewinsohn             | Schönwalder Straße 64          |      | 24. Juni 2015 | |
|      | Rosa Lewinsohn              | Schönwalder Straße 64          |      | 24. Juni 2015 | |
|      | Gerhard Lieber              | Breite Straße 16               | Lage | 10. Juni 2009 | geb. am 1. Mai 1911 in Kolmar (Posen) – Gerhard Lieber, Sohn von Julius und Lina Lieber, und seine Frau Gertrud wohnten im Haus seiner Eltern in der Breite Straße 16. Sie wurden am 12. März 1943, fünf Tage vor Gerhards Eltern, nach Auschwitz deportiert und dort wahrscheinlich sofort ermordet. |
|      | Gertrud Lieber              | Breite Straße 16               | Lage | 10. Juni 2009 | geb. am 10. September 1907 in Berlin-Schöneberg als Gertrud Pelzmann – Gertrud Lieber wohnte mit ihrem Mann Gerhard Lieber im Haus ihrer Schwiegereltern in der Breite Straße 16. Das Ehepaar wurde am 12. März 1943, fünf Tage vor Gerhards Eltern Julius und Lina Lieber, nach Auschwitz deportiert und dort wahrscheinlich sofort ermordet. |
|      | Julius Lieber               | Breite Straße 16               | Lage | 10. Juni 2009 | geb. am 23. September 1875 in Landeck (Westpreußen) – Julius Lieber betrieb bis 1936 ein gut gehendes Textilwarengeschäft in der Potsdamer Straße 47 (heute: Carl-Schurz-Straße). Die politischen Verhältnisse zwangen ihn, das Geschäft 1936 aufzugeben. Er versuchte dann, seine Ware auf dem Markt zu verkaufen, bis ihm 1938 alles zerstört wurde und er Zwangsarbeit in einer Spandauer Rüstungsfirma leisten musste. Julius und Lina Lieber wurden am 17. März 1943 nach Theresienstadt und von dort am 16. Mai 1944 nach Auschwitz deportiert und wahrscheinlich noch am selben Tag vergast. Das Wohnhaus der Familie Lieber, Breite Straße 16, besteht nicht mehr, da die Charlottenstraße nach dem Krieg verbreitert wurde. Die vier Stolpersteine liegen daher nicht vor einem Hauseingang, sondern nahe der Ampel Breite Straße/Ecke Charlottenstraße. |
|      | Lina Lieber                 | Breite Straße 16               | Lage | 10. Juni 2009 | geb. am 22. Mai 1880 in Kolmar (Posen) als Lina Haase – Lina Lieber geb. Haase und ihr Mann Julius Lieber wurden am 17. März 1943 nach Theresienstadt und von dort am 16. Mai 1944 nach Auschwitz deportiert. Dort hat man sie wahrscheinlich noch am selben Tag vergast. |
|      | Erich Meier                 | Kurze Straße 1                 | Lage | 26. Okt. 2010 | geb. am 16. Dezember 1910 – Widerstandskämpfer gegen die Nationalsozialisten, ermordet am 11. März 1933 |
|      | Dorothea Oehl               | Breite Straße 32               |      | 13. März 2024 | |
|      | Martin Oehl                 | Breite Straße 32               |      | 13. März 2024 | |
|      | Benno Papiermeister         | Fischerstraße/Charlottenstraße |      | 2. Juni 2023  | |
|      | Chaim Leib Papiermeister    | Fischerstraße/Charlottenstraße |      | 2. Juni 2023  | |
|      | Masha Papiermeister         | Fischerstraße/Charlottenstraße |      | 2. Juni 2023  | |
|      | Ruth Brigitte Papiermeister | Fischerstraße/Charlottenstraße |      | 2. Juni 2023  | |
|      | Alfred Aaron Pieck          | Lindenufer 29                  |      | 11. Juli 2022 | |
|      | Henriette Pieck             | Lindenufer 29                  |      | 11. Juli 2022 | |
|      | Ilse Pieck                  | Lindenufer 29                  |      | 11. Juli 2022 | |
|      | Lore Pieck                  | Lindenufer 29                  |      | 11. Juli 2022 | |
|      | Chana Rehfeldt              | Breite Straße 16               | Lage | 24. Apr. 2014 | geb. am 15. Mai 1902 – deportiert am 28. März 1942 nach Piaski, dort ermordet |
|      | Heinz Rehfeldt              | Breite Straße 16               | Lage | 24. Apr. 2014 | geb. am 8. Mai 1921 – deportiert am 28. März 1942 nach Piaski, dort ermordet |
|      | Käthe van Rossem            | Breite Straße 32               |      | 13. März 2024 | |
|      | Ernst Salomon               | Brunsbütteler Damm 59          |      | 11. Mai 2022  | |
|      | Gerhard Salomon             | Lutherstraße 13                |      | 24. Juni 2015 | |
|      | Johanna Salomon             | Brunsbütteler Damm 59          |      | 11. Mai 2022  | |
|      | Leonie Salomon              | Lutherstraße 13                |      | 24. Juni 2015 | |
|      | Recha Salomon               | Brunsbütteler Damm 59          |      | 11. Mai 2022  | |
|      | Zilka Salomon               | Lutherstraße 13                |      | 9. Nov. 2015  | Der am 24. Juni 2015 verlegte Stolperstein (Foto des alten Steins) wurde am 1. Juli 2015 gestohlen. Am 9. November 2015 wurde ein neuer Stein verlegt. |
|      | Walter Schön                | Brunsbütteler Damm 67          |      | 17. März 2018 | |
|      | Jadwiga Siegmann            | Carl-Schurz-Straße 39          | Lage | 26. Okt. 2010 | geb. am 28. Februar 1880 in Zawichost (Russland) als Jadwiga Cukier – Jadwiga und Julius Siegmann waren Eigentümer der Adler-Apotheke in der Carl-Schurz-Straße. Deportation am 14. Januar 1943 nach Theresienstadt, weitere Deportation am 28. Oktober 1944 nach Auschwitz, dort ermordet am 30. Oktober 1944 |
|      | Julius Siegmann             | Carl-Schurz-Straße 39          | Lage | 26. Okt. 2010 | geb. am 25. November 1873 in Berlin – Jadwiga und Julius Siegmann waren Eigentümer der Adler-Apotheke in der Carl-Schurz-Straße. Deportation am 14. Januar 1943 nach Theresienstadt, weitere Deportation am 28. Oktober 1944 nach Auschwitz, dort ermordet am 30. Oktober 1944 |
|      | Gustav Simonsohn            | Breite Straße 10               | Lage | 19. Juli 2012 | geb. am 19. Juli 1894 in Spandau – Vier Jahre Soldat im Ersten Weltkrieg, ausgezeichnet mit dem Eisernen Kreuz II. Klasse. 1919 eröffnete er ein Farbengeschäft in der Breite Straße 10. 1. August 1922: Heirat mit Christin Elsa Tausche, 1925 Geburt von Sohn Gerhard. 1932 Schließung des Geschäfts wegen der Wirtschaftslage, Umzug in die Mauerstraße 15. Arbeit als Kraftfahrer, zeitweise arbeitslos. Ende 1938 wurde ihm und allen anderen Juden von den Nazis der Führerschein entzogen. Seitdem Arbeit als Arbeiter. Ab 1940 Zwangsarbeit. Am 1. April 1941 nach einer Auseinandersetzung um einen Urlaubsantrag verhaftet. Vom Polizeigefängnis am Alexanderplatz in das Konzentrationslager Buchenwald deportiert, wo er am 12. September 1942 ums Leben kam. Urnenbeisetzung auf dem Jüdischen Friedhof Adass Jisroel in Weißensee. – Literatur: Gerhard Simonsohn: Leben im Schatten wachsenden Unheils. Kindheit und Jugend in Spandau 1925-1945. Verlag Kreis der Freunde und Förderer des Heimatmuseums Spandau, Spandau 1998 |
|      | Lina Steffen                | Moritzstraße 1                 |      | 2. Sep. 2022  | |
|      | Marie Stutinski             | Kurstraße 22                   | Lage | 23. Okt. 2012 | geb. am 24. November 1878 in Adelnau in Posen (heute: Odolanów/Polen) als Marie Bromberger – Deportation am 19. Januar 1942 in das Ghetto nach Riga, dort ermordet |
|      | Philipp Stutinski           | Kurstraße 22                   | Lage | 23. Okt. 2012 | geb. am 26. Januar 1880 in Friedrichshof/Ortelburg (Ostpreußen, heute: Rozogi/Polen) – Deportation am 19. Januar 1942 in das Ghetto nach Riga, dort ermordet |
|      | Erwin Weiss                 | Bismarckstraße 61              |      | 2. Dez. 2013  | geb. am 11. November 1903, Gärtner beim Bezirksamt Spandau, musste 1940 mit seiner Familie ins „Judenhaus“ in Spandau, Feldstraße 8 umziehen. Die Familie wurde am 12. März 1943 nach Auschwitz deportiert, Erwin Weiss wurde dort ins „Männerlager“ eingewiesen und 26. Januar 1945 auf den „Todesmarsch“ nach Buchenwald geschickt, wo er am 5. April 1945 ums Leben kam. |
|      | Herta Weiss                 | Bismarckstraße 61              |      | 2. Dez. 2013  | geb. am 28. Dezember 1906 als Herta Frey, musste 1940 mit ihrer Familie ins „Judenhaus“ in Spandau, Feldstraße 8 umziehen. Die Familie wurde am 12. März 1943 nach Auschwitz deportiert, Herta Weiss wurde dort vermutlich umgehend ermordet. |
|      | Horst Weiss                 | Bismarckstraße 61              |      | 2. Dez. 2013  | geb. am 15. Januar 1933 in Spandau, musste 1940 mit der Familie ins „Judenhaus“ in Spandau, Feldstraße 8 umziehen. Die Familie wurde am 12. März 1943 nach Auschwitz deportiert, Horst Weiss wurde dort vermutlich umgehend ermordet. |
|      | Fanny Zeller                | Havelstraße 20                 | Lage | 18. Nov. 2008 | geb. am 4. April 1891 in Boryslaw als Fanny Gottesmann – Fanny und Heinrich Zeller führten gemeinsam ein Tuchgeschäft. Als sie 1939 vom Askanierring 8 in die Havelstraße 20 umzogen, mussten sie das Geschäft aufgeben. Am 14. November 1941 wurde Fanny Zeller mit dem 5. Transport aus Berlin in ein Ghetto nach Minsk in Weißrussland transportiert. Der Transport kam am 18. November 1941 in Minsk an, wo Fanny Zeller ermordet wurde. |
|      | Fredy Zeller                | Havelstraße 20                 |      | 2. Juni 2023  | |
|      | Heinrich Zeller             | Havelstraße 20                 | Lage | 18. Nov. 2008 | geb. am 21. Januar 1894 in Wien – Heinrich Zeller führte bis 1939 mit seiner Frau Fanny ein Tuchgeschäft. Am 4. März 1940 floh er nach Frankreich und wurde dort verhaftet. Am 6. März 1943 wurde er aus Drancy nach Majdanek/Auschwitz deportiert und dort ermordet. Das Ehepaar Zeller hatte zwei Kinder, Frederic und Lilian Zeller, die beide aus Deutschland flohen und den Krieg überlebten. |
|      | Lillian Zeller              | Havelstraße 20                 |      | 2. Juni 2023  | |